# La Vie Electronique 8
La Vie Electronique 8 (LVE8) is een muziekalbum van Klaus Schulze, dat in 2010 voor de eerste keer als aparte set werd uitgegeven. Het bevat zowel live-opnamen (af en toe valt publiek te horen) als studio-opnamen.
Schulze had in de jaren 70 zoveel inspiratie dat hij lang niet al zijn muziek kwijt kon in de reguliere uitgaven die toen via Virgin Records uitkwamen. Daarbij is zijn stijl in de afgelopen decennia nauwelijks gewijzigd, alhoewel de albums met zangeres Lisa Gerrard, die rond 2008 verschenen, een donkerder geluid laten horen. LVE8 laat live/studio-opnamen horen uit het tijdperk, dat digitale toetsinstrumenten (nog) niet voorhanden waren en er gewerkt moest worden met de voorlopers van de synthesizer en de synthesizers zelf. Klaus Schulze zat tijdens concerten bijna geheel ingebouwd in de elektronische apparatuur. Delen van de opnamen van LVE8 waren eerder uitgegeven in de Jubilee Edition en The Ultimate Collection die in de jaren 90 verschenen, maar inmiddels uitverkocht zijn.

## Musici
- Klaus Schulze – synthesizers
- Arthur Brown – zang op Faster than lightning
- Steve Jolliffe – dwarsfluit en saxofoon op I remember Rahsaan
- Michael Shrieve – slagwerk op A quick one en Count me in
- Rainer Bloss – synthesizers op The martial law

## Muziek
| Nr. | Titel | Duur  |
| --- | --- | ----- |
| 1.  | Dans un jardin (A. Une fleur tubereuse, B. La fleur personelle, C. Le bouquet, D. Alouette de souvenir, E. Et l’oiseau-lyre joue) | 40:01 |
| 6.  | Faster than lightning (A. Dark sounds, B. Moody time, C. Dancing as the planets go by, D. Empty of wanting)                       | 29:55 |
| 10. | Phonetisches plakat | 5:56  |

| Nr. | Titel                                                                                   | Duur  |
| --- | --------------------------------------------------------------------------------------- | ----- |
| 1.  | Hitchcock suite (A. Tippi Hedren, B. Janet Leigh, C. Karen Black, D. Barbara Harris)    | 40:12 |
| 5.  | L’affaire Tournesol (A. Ces petites bandes desinées modernes, B. Petite plante desinée) | 19:38 |
| 7.  | Bona fide                                                                               | 14:33 |
| 8.  | Interview (1980)                                                                        | 4:57  |

| Nr. | Titel                                                                       | Duur  |
| --- | --------------------------------------------------------------------------- | ----- |
| 1.  | Keep up with the times                                                      | 16:13 |
| 2.  | I remember Rahsaan                                                          | 6:22  |
| 3.  | A quick one                                                                 | 3:51  |
| 4.  | Count me in                                                                 | 6:04  |
| 5.  | The martial law (A. Beginning, B. Intro, C. Middle I, D. Middel II, E. End) | 31:22 |
| 10. | Zugabe timbales                                                             | 12:27 |
| 11. | Interview (1982)                                                            | 5:44  |